# Sándor Simonyi-Semadam
Sándor Simonyi-Semadam (Csesznek, 23 marzo 1864 – Budapest, 4 luglio 1946) è stato un politico ungherese che ricoprì la carica di primo ministro per pochi mesi nel 1920.
Nell'esecutivo da lui guidato fu anche ministro dell'Interno e degli Esteri: in questa veste firmò il trattato del Trianon del 4 luglio 1920, con il quale l'Ungheria usciva definitivamente sconfitta dalla prima guerra mondiale venendo privata di una parte considerevole (due terzi) del proprio territorio.